# محوطه میان رود
محوطه میان رود در شهرستان الیگودرز، بخش بشارت، دهستان پیشکوه ذلقی، ۲۰۰ متری شرق روستای درمنی واقع شده و این اثر در تاریخ ۷ خرداد ۱۳۸۷ با شمارهٔ ثبت ۲۲۷۸۱ به‌عنوان یکی از آثار ملی ایران به ثبت رسیده است.